# 주문진초등학교
주문진초등학교는 대한민국 강원특별자치도 강릉시 주문진읍 교항리에 있는 공립 초등학교이다.

## 학교 연혁
- 1919년 10월 1일 신리공립보통학교(4년제) 개교(설립인가 6월 11일)
- 1925년 4월 1일 6년제로 확대 개편
- 1938년 4월 1일 주문진남공립심상소학교로 개칭[1]
- 1941년 4월 1일 주문진남공립국민학교로 개칭[2]
- 1949년 10월 1일 주문국민학교로 개칭
- 1956년 8월 27일 신 교사로 이전(현 도립대학 위치에서)
- 1968년 10월 1일 개교 50주년 기념식
- 1979년 10월 6일 개교 60주년 기념식[3]
- 1980년 10월 13일 병설유치원 개설
- 1987년 3월 1일 45학급 편성
- 1996년 3월 1일 주문초등학교로 개칭[4]
- 1996년 4월 7일 KBS기 전국 초등학교 핸드볼 대회 우승
- 2000년 3월 1일 삼덕분교장 편입
- 2015년 2월 13일 제96회 졸업식(총 20,857명)
- 2015년 3월 1일 26학급 편성
- 2015년 3월 1일 주문진초등학교로 개칭
- 2019년 9월 28일 개교 100주년 기념 전야제 행사
- 2019년 9월 29일 백년관 개관 및 개교100주년 기념식
- 2020년 1월 7일 제101회 졸업식(졸업생 총수:21,469명)
- 2020년 4월 20일 2020학년도 코로나19로 인한 온라인 입학식(입학생수 48명: 남 26명,여 22명)
- 2021년 1월 8일 제102회 졸업식(졸업생 총수:21,534명)
- 2021년 3월 2일 2021학년도 입학식(입학생수 39명 : 남 17명, 여 22명)
- 2021년 9월 1일 제45대 이열 교장 부임
- 2025년 3월 1일 주문진초등학교 삼덕분교장 통폐합

## 학교 상징
- 교화 : 개나리 - 사랑의 기쁨
- 교목 : 향나무 - 사랑, 지조

## 참고 자료
- 주문진초등학교 - 한국교육학술정보원 학교알리미